# Alicja Kulka
Alicja Stefania Kulka z domu Waśniowska (ur. 23 grudnia 1959 w Zielonej Górze) – polska geodetka, Główny Geodeta Kraju (2022–2025).

## Życiorys
Alicja Kulka ukończyła studia na Akademii Górniczo-Hutniczej w Krakowie oraz na Uniwersytecie Rolniczym w Krakowie. Studiowała także podyplomowo szacowanie nieruchomości w Wyższej Szkole Biznesu w Pile i systemy informacji geograficznej na Politechnice Śląskiej w Gliwicach.
Pracowała w Okręgowym Przedsiębiorstwie Geodezyjno-Kartograficznym w Katowicach. Była dyrektorką Departamentu Informacji o Nieruchomościach Głównego Urzędu Geodezji i Kartografii, dyrektorką Wojewódzkiego Ośrodka Dokumentacji Geodezyjnej i Kartograficznej w Katowicach, geodetką miasta Tychy i wiceprezydentką Tychów ds. gospodarki przestrzennej (2013–2014). Prowadziła również własną firmę geodezyjną.
18 marca 2019 została zastępczynią Głównego Geodety Kraju, a 14 maja 2022 pełniącą obowiązki Głównego Geodety Kraju. 26 czerwca 2023 premier Mateusz Morawiecki powołał ją na stanowisko Głównego Geodety Kraju. W czerwca 2025 zakończyła pełnienie tej funkcji.
W latach 2016–2020 była członkinią Rady Społeczno-Programowej Wydziału Górnictwa i Geologii Politechniki Śląskiej oraz członkinią konwentu Wydziału Geoinżynierii, Górnictwa i Geologii Politechniki Wrocławskiej. Członkini Stowarzyszenia Geodetów Polskich, gdzie pełniła m.in. funkcję wiceprezeski.
W 2009 „za zasługi w działalności społecznej na rzecz rozwoju geodezji i kartografii w Polsce” została odznaczona Brązowym Krzyżem Zasługi.